# Rużyn
Rużyn, także Różyn (ukr. Ружин) – wieś na Ukrainie, w obwodzie wołyńskim, w rejonie kowelskim. W 2001 roku liczyła 319 mieszkańców.
W pobliżu znajduje się przystanek kolejowy Rużyn, położony na linii Lwów – Sapieżanka – Kowel.
Do 2020 w rejonie turzyskim.

## Historia
Rużyn był gniazdem rodowym książąt Różyńskich.